# Fosforit

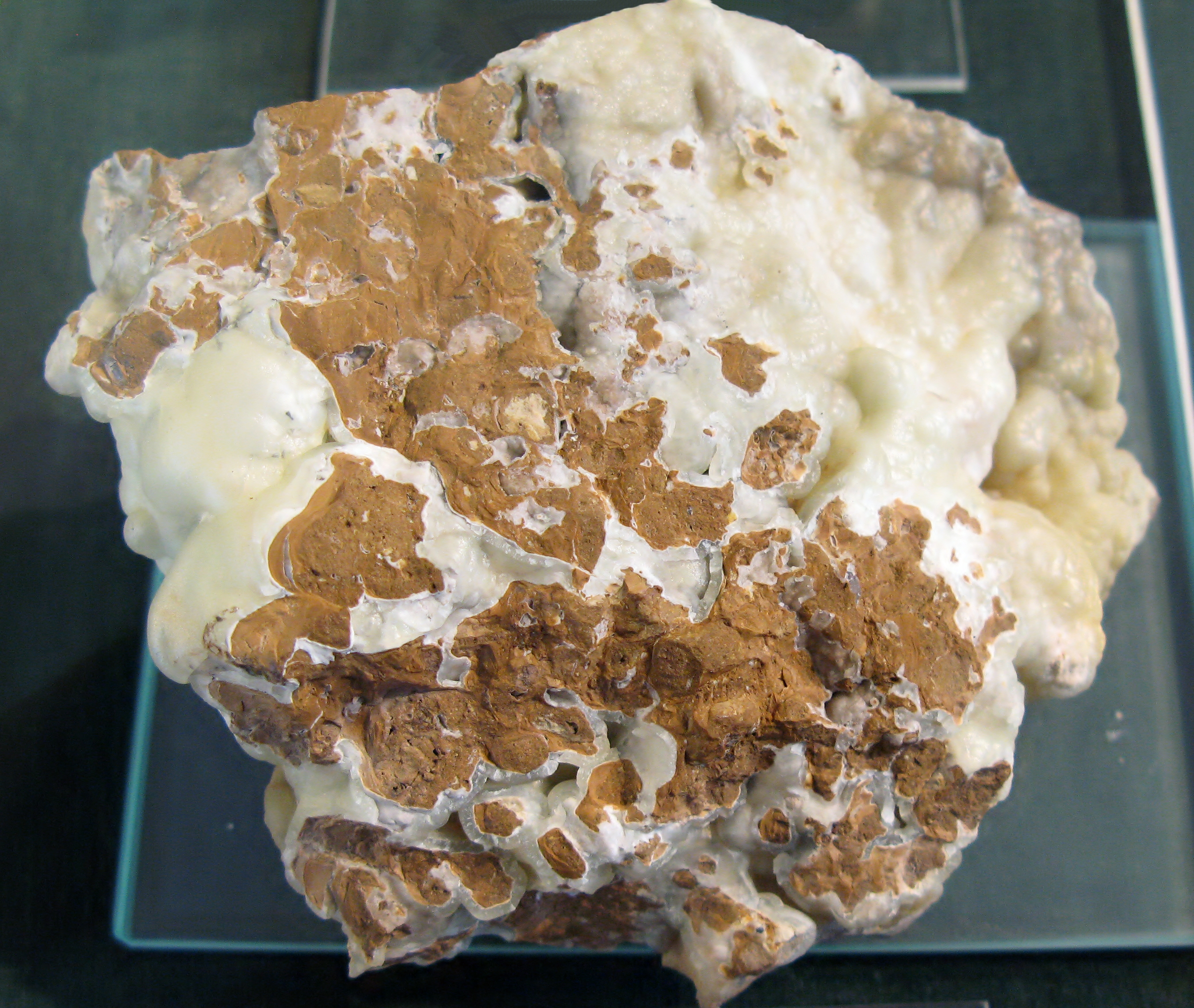
Fosforit (staffelit) – lokalita Staffel

Fosforit je usazená hornina biogenního původu s obsahem P4O10 od 5 % do 35 %. Je to směs fosforečnanů přírodního původu, ve kterém je jedna z hlavních složek minerální skupina apatitu. Používá se po úpravě jako hnojivo – zdroj fosforu pro výživu rostlin. Název fosforit se původně používal jako označení apatitu.

## Složení
Mineralogicky jsou fosfority tvořeny několika minerály fosforu jako jsou apatit (fluorapatit, hydroxylapatit, karbonátapatit), francolit nebo z amorfní látky kleofán. Kleofán nejčastěji pochází z organických výměšků např. koprolitů, což jsou fosilní exkrementy. Někdy vytváří ooidy a pelety.

## Vznik

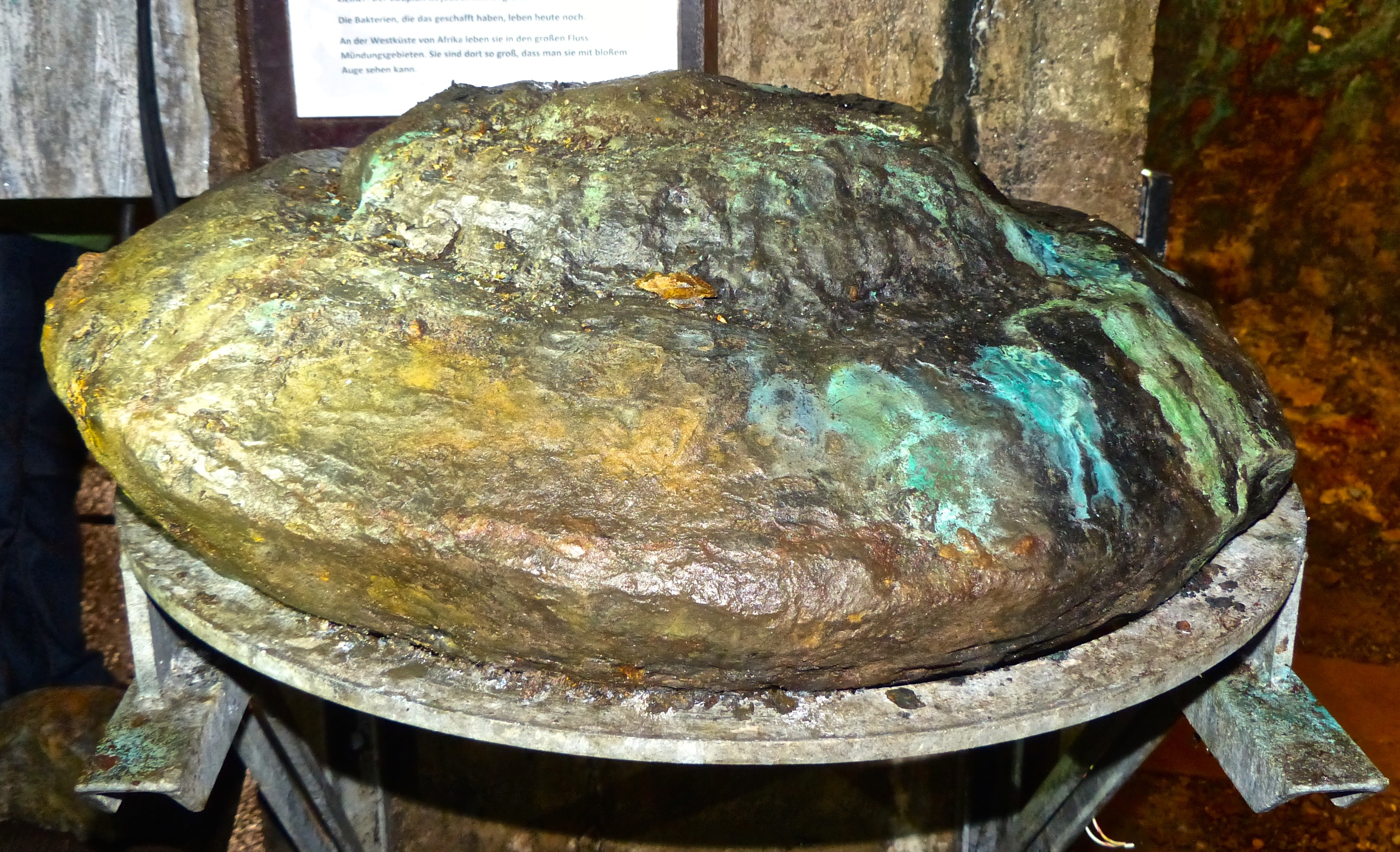
Spodněkarbonská fosforitová konkrece, důl Kilian (Marsberg)

Fosfatický materiál se nachází v kostech a zubech všech strunatců, jejichž odumřelá těla se mohou nacházet rozptýleně v sedimentech. V případě, že je takto nahromaděno větší množství těchto pozůstatků, označují se vzniklé sedimenty bonebeds. Větší koncentrace fosfátů nejsou běžné, nejčastěji se nacházejí na mělkých šelfech. Zejména v oblastech s velkou produkcí organické hmoty ale nízkým okysličením vody. Nevyskytují se však v plně anoxickém prostředí. Akumulace fosforitů vznikají i hromaděním trusu ptáků na ostrovech (guáno). Někdy se může hromadit klasický apatit ze zvětrávajících granitoidních hornin v naplaveninách.

## Výskyt
Fosfáty se vyskytují již od konce prekambria, jiná velká ložiska jsou známa z permu a z hranic křída - paleogén a miocén - pliocén. Nejznámější je permská formace Phosphoria v USA, která se rozprostírá na ploše 350 000 km². Na Slovensku jsou fosfority známy z některých druhohorních souvrství. Nalezeny byly např. v allgäuském souvrství fatrika.